# Barri Marítim de Sant Salvador

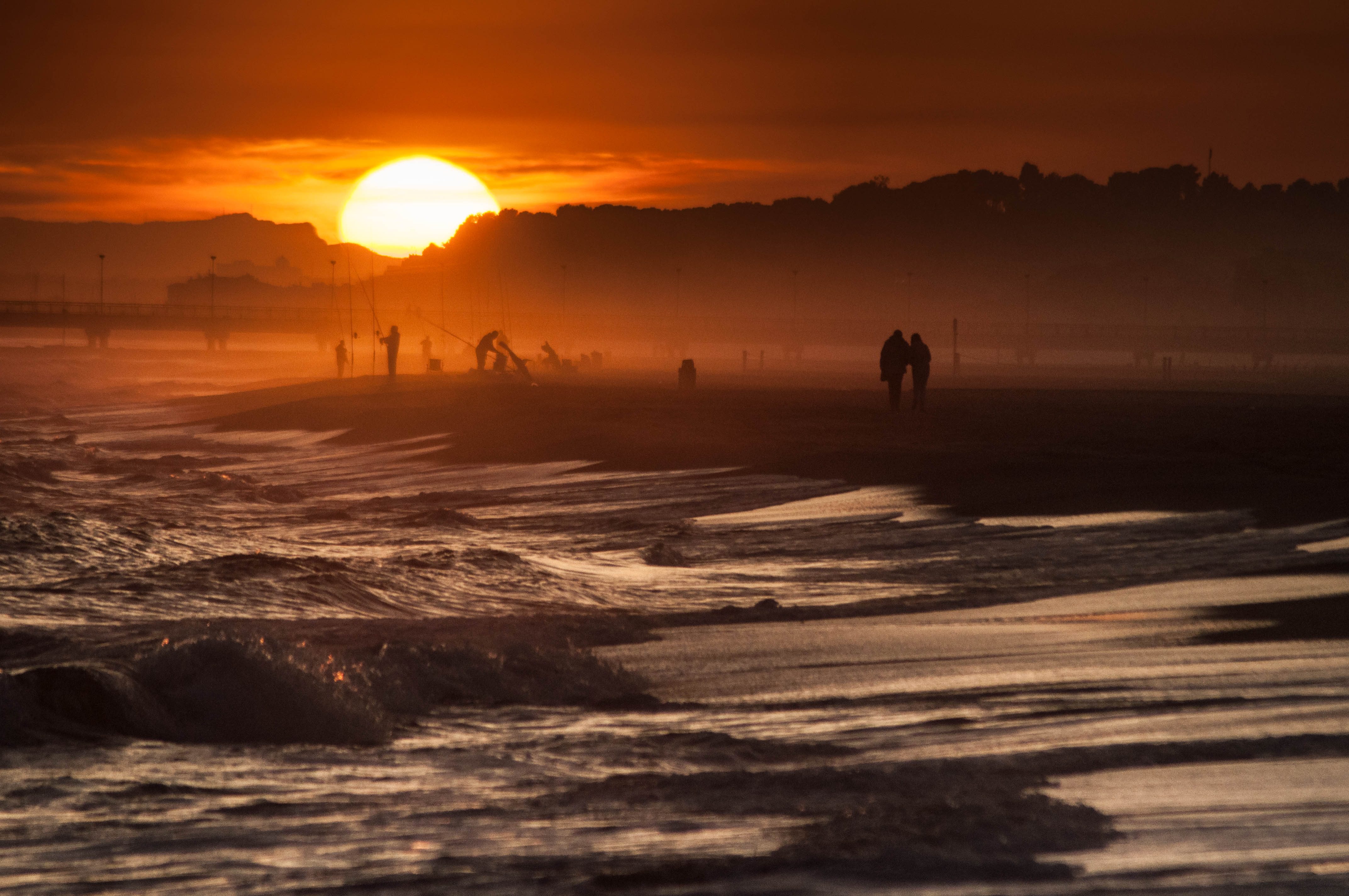
Platja de Sant Salvador durant la posta de sol.

El Barri Marítim de Sant Salvador és a ponent de la desembocadura de la riera de la Bisbal, i és un dels tres barris marítims del Vendrell, juntament amb Coma-ruga i el Francàs. Té uns 200 habitants, tot i que a l'estiu aquesta xifra es multiplica considerablement. L'element més destacable de Sant Salvador és la presència del Museu Pau Casals i l'Auditori Pau Casals, en honor del famós músic català.
El Passeig Marítim, que comprèn els barris de Sant Salvador i Coma-ruga, rep el nom de "Passeig Marítim Joan Reventós" en honor del famós polític català que estiuejava a Sant Salvador i on encara hi tenen cases alguns dels seus familiars.

## Història
La platja de Sant Salvador, la qual no sols és la platja del Vendrell, sinó, en certa manera, el precedent històric de la vila, ja que fou a la vora dels estanys de la costa on començà el poblament de la zona de Calders. Fou probablement on l'abat Guitard manà de construir una fortalesa, prop de l'estany Servidini, l'any 1017, el mateix que, destruït pels pagans i la mala gent, l'abat encarregà a Bernat Gelmir de reconstruir vint anys més tard. Aleshores, el 1037, el castell era <in litori maris>. Avui no en resta cap senyal, però, com que per documents del segle xi sabem que vora del castell de Calders hi havia una església dedicada a Sant Salvador i Santa Maria, cal creure que el castell devia ser emplaçat vora l'església de Sant Salvador, que encara existeix i que fou precursora de l'actual parròquia vendrellenca.
El temple, de tradició romànica, segons Esteve Cruanyes, encara que molt modificat, consta d'una nau construïda en dues èpoques, coberta amb volta de canó sobre un arc toral un xic apuntat, que descansa en unes impostes senzilles. No es conserva l'absis i la porta, a la façana de ponent, d'arc escarser, és d'època moderna, com la finestra de sobre i el campanar de cadireta. Aquesta església feu de parròquia fins a la primeria del segle xiv, quan el bisbe Pons de Gualba traslladà la parròquia a la vila del Vendrell.
Ben entrat el segle xviii, a la platja de Sant Salvador, el comerç marítim assolí una gran envergadura. Així, segons Laurent Lipp, de Montpeller (1793), s'hi embarcaren anualment cap els ports d'Amèrica i d'Europa 1.500 pipes d'aiguardent i 5.000 pipes de vi. L'aiguardent provenia sobretot, de les destil·leries de Vilafranca i del Vendrell; Sant Salvador era la sisena platja de Catalunya en volum d'exportació d'aquest producte, en canvi en l'exportació de vins quedava en tercer lloc, superada només per les platges de Salou i de Vilanova i la Geltrú.
La platja de Sant Salvador era habilitada per al comerç d'exportació a l'estranger i comerç de cabotatge, així com per a la descarrega de dogues de vaixells procedents de l'estranger i destinades als boters, que eren la principal indústria de la vila. Tenia bons edificis i botigues (magatzems) per a tota mena d'ormeigs per a la pesca i per a les operacions de càrrega i descàrrega. La seva rada, mal anomenada port, era de fàcil ancoratge, de poc fons, i molt a propòsit per a embarrancar-hi en cas de necessitat. Mar endins hi ha algun fons de pedra, com la roca del Truc, d'uns 17 a 23 metres de fondària, que no presenta cap perill per a la navegació. El districte marítim del Vendrell (1849) comprenia des de la punta de la Móra fins a Segur de Calafell, comprenent els pobles d'Altafulla, Torredembarra, Creixell i Calafell. Aquest districte era més fort en pesca que no pas en navegació comercial. Les captures anuals eren de 21.053 roves (242 tones) valorades en 357.866 rals de billó.
S'hi pescava lluços, llucets, pagells, sardines, molls, llenguados, lluernes, besucs, caparruts, pops, baldufes, castanyoles, bogues, orioles i rajades. Una gran part de la sardina s'assecava al sol i s'enviava a Valls i altres llocs en forma d'arengades. El districte del Vendrell tenia 302 matriculats, entre els que hi havia 12 pilots, 20 patrons i 243 mariners. El 1847 van entrar a la rada 16 vaixells de vela quadrada i 298 d'aparell llatí. Des de la fi del segle xix la platja de Sant Salvador esdevingué un nucli d'estiueig i, modernament, es va convertir en un important centre turístic, havent-se traslladat a Calafell els pescadors que abans habitaven a Sant Salvador. Hi ha establiments hotelers, càmpings, nombrosos apartaments, el Bar la Pilarica (primer bar que es va establir a l'any 1962 i que encara es troba actiu), i diverses pensions, de manera que a l'estiu s'hi pot encabir gran quantitat de persones.